# 史密斯维尔 (纽约州)
史密斯维尔（英語：Smithville）是位于美国纽约州希南戈县的一个镇，地处希南戈县西端、诺威奇以西。2010年美国人口普查时，该镇有1330人。最初的定居者于1797年左右到达这里。1808年，史密斯维尔镇从格林镇分出，正式建立。